# Hadriacus Cavi
Hadriacus Cavi és una formació geològica de tipus cavus a la superfície de Mart, localitzada amb el sistema de coordenades planetocèntriques a -27.02 ° latitud N i 78.6 ° longitud E, que fa 59.09 km de diàmetre. El nom va ser aprovat per la UAI el 12 d'octubre de 2014 i fa referència a una característica d'albedo.